# Rugby a 15 nel 1950
Evento dell'anno è il tour dei British and Irish Lions in Australia.

## Attività Internazionale

### Altri test
| Hilversum 20 marzo 1950 | Paesi Bassi | 17 – 6 | Belgio |  |

| Amsterdam 26 marzo 1950 | Paesi Bassi | 3 – 5 | Belgio |  |

| Pithiviers 11 novembre 1950 | Ile de France B | 33 – 0 | Belgio |  |

| Copenaghen 19 novembre 1950 | Danimarca | 0 – 14 | Svezia |  |

| Bruxelles 1950 | Belgio | 3 – 11 | Fiandre |  |

## La Nazionale Italiana
Non ci sono partite ufficiali della nazionale Italiana, ma solo una serie di confronti tra selezioni zonali contro il Comitee des Alpes in tour in Italia:
| Milano 10 maggio 1950 | Italia del Nord | 5 – 21 | Comitee des Alpes | (Arena Civica) |

| Parma 13 maggio 1950 | Italia centro-nord | 3 – 13 | Comitee des Alpes | (Tardini) |

| Roma 16 maggio 1950 | Italia centro sud | 25 – 3 | Comitee des Alpes |  |

## I Barbarians
Nel 1950 la squadra ad inviti dei Barbarians ha disputato i seguenti incontri:
| Northampton 2 marzo 1950 | East Midlands | 5 – 3 | Barbarians |  |

| Penarth 7 aprile 1950 | Penarth RFC | 11 – 17 | Barbarians |  |

| Cardiff 8 aprile 1950 | Cardiff RFC | 6 – 8 | Barbarians | Arms Park |

| Swansea 10 aprile 1950 | Swansea RFC | 11 – 11 | Barbarians | Saint Helen's |

| Newport 11 aprile 1950 | Newport RFC | 14 – 8 | Barbarians | Rodney Parade |

| Leicester 27 dicembre 1950 | Leicester Tigers | 13 – 13 | Barbarians | Welford Road |

## Campionati nazionali
| Sudafrica            | Currie Cup              | Transvaal         |
| Nuovo Galles del Sud | Shute Shield            | Manly             |
| Argentina            | Camp. di Buenos Aires   | C.U.B.A. e Pucarà |
|                      | Argentino               | Provincia         |
| Francia              | Campionato 1949-50      | Castres Olympique |
|                      | Coppa                   | Lourdes           |
| Inghilterra          | Campionato delle Contee | Cheshire          |
| Italia               | Campionato              | Parma             |
| Romania              | Campionato              | Givitza Rosie     |
| Spagna               | Copa del Rey            | Barcellona        |